# Commerce transsaharien

Routes commerciales transahariennes (1000-1500).

Le commerce transsaharien désigne le commerce entre les pays méditerranéens et l'Afrique subsaharienne, tout particulièrement l'Afrique de l'Ouest, à travers le Sahara. Ce commerce fondé sur les caravanes n'a pris son essor qu'à partir du VIIe siècle et a connu son apogée du XIIIe siècle jusqu'à la fin du XVIe siècle, date après laquelle l'essor du commerce maritime le long des côtes ouest-africaines a mis un terme à la nécessité pour l'Europe et l'Afrique du Nord de traverser le désert afin d'entrer contact avec toute une partie de l'Afrique sub-saharienne. Cette dernière faisait commerce des esclaves, de l'or et de l'ivoire. Ce commerce a joué un rôle central dans la diffusion de l'islam en Afrique subsaharienne.

## Les premiers échanges
Formé entre le Ve et le IIe millénaire av. J.-C., le désert du Sahara s'est dressé comme une gigantesque barrière pour les hommes entre le Nord et le Sud du continent africain. Malgré les difficultés pour le traverser, les disparités de ressources entre ces régions aux climats contrastés ont constitué un grand attrait pour le commerce. Le IXe siècle av. J.-C. voit l'émergence d'un premier commerce transsaharien, opéré par les comptoirs phéniciens sur la rive sud de la Méditerranée. Grecs, Phéniciens puis Carthaginois et Romains commercent avec l'Afrique centrale à travers le Sahara pour obtenir l'ivoire, plumes d'autruche et esclaves à travers le Sahara. Les Romains profitent d'une piste reliant l'Afrique proconsulaire : de Leptis Magna et Tacapae, elle passe par les oasis du Kaouar pour déboucher sur le lac Tchad. La savane est alors à plus de 2 000 kilomètres de la côte mais la désertification étant moins avancée qu'aujourd'hui, la traversée est plus facile. L'aridité s'accentue à la fin du Ier millénaire av. J.-C. mais elle est compensée par l'arrivée du dromadaire.
La date la plus ancienne attesté à propos du commerce transsaharien entre le Maghreb et le « Soudan occidental » à l'époque arabe est approximativement l'an 776-777/780  Cette date est rapportée par le chroniqueur Ibn as-Saghir, au début du Moyen Âge à propos des échanges entre Tahert capitale des Rostémides au Maghreb central (dans l'Algérie actuelle) et le Soudan.

## Les royaumes courtiers du Sahel

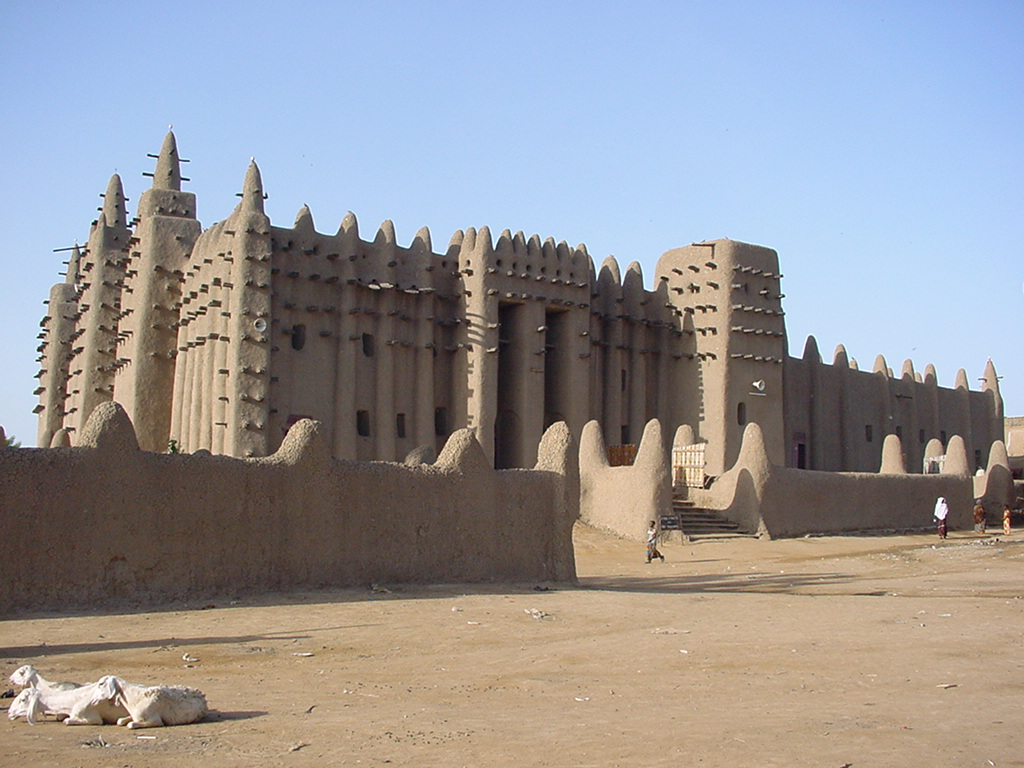
La Grande mosquée à Djenné, une ville qui était un important centre caravanier.

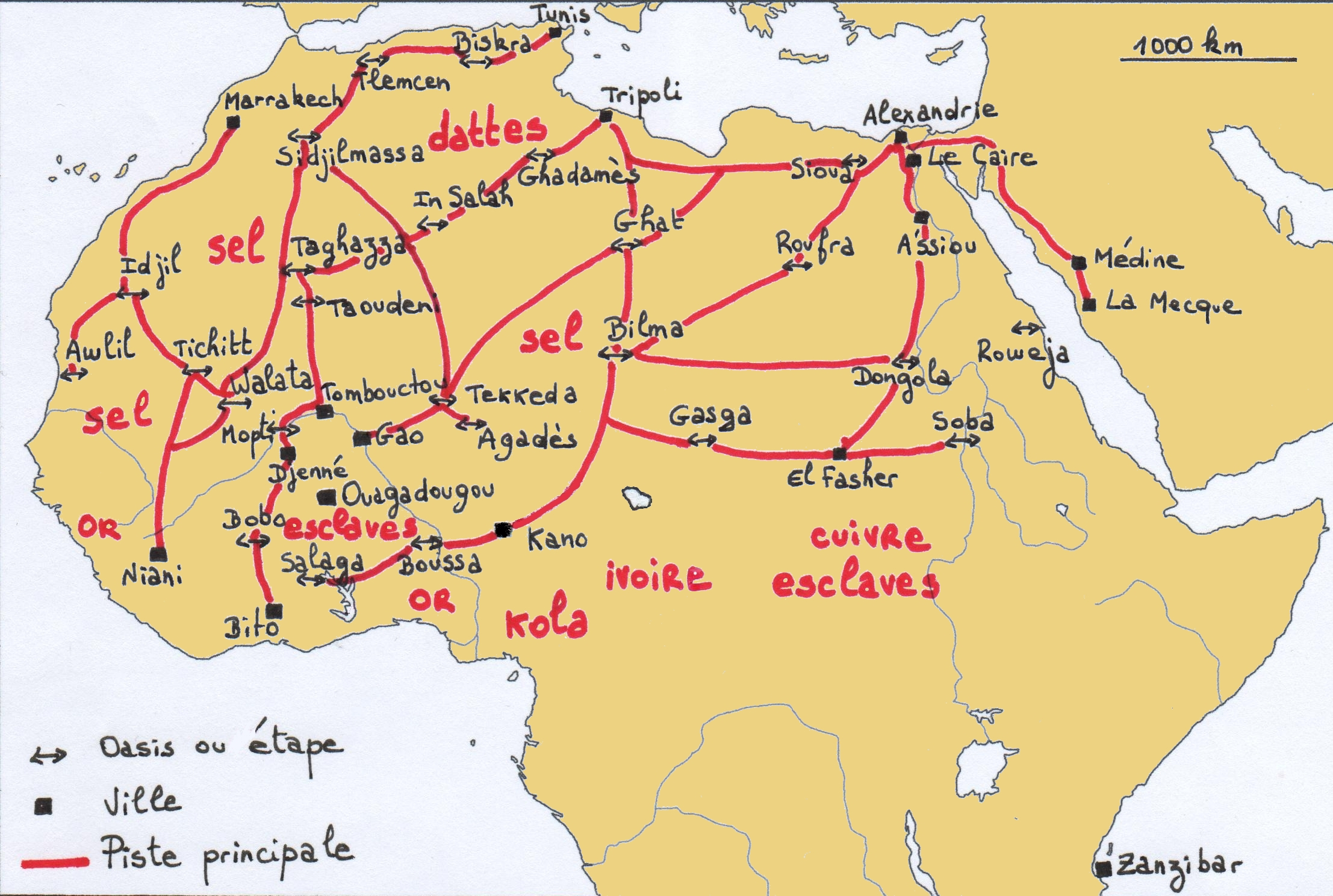
Carte du commerce transsaharien du.

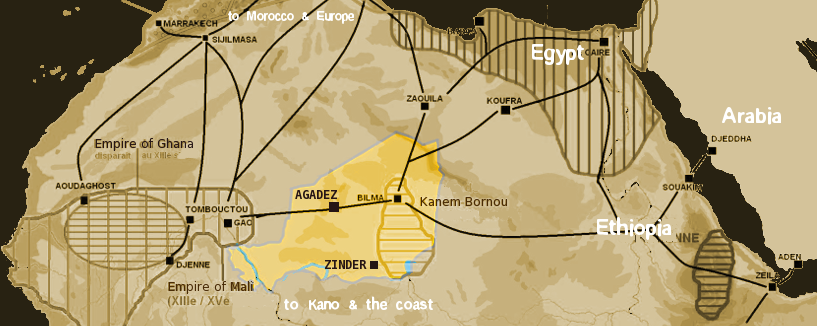
Routes commerciales transsahariennes vers 1400.

Le négoce transsaharien n'a connu un véritable essor qu'au VIIe siècle pour se transformer en un système commercial florissant, et ce jusqu'en 1500, permettant des échanges intenses avec le monde musulman d'Afrique du Nord et du Moyen-Orient, entre le « pays des noirs » (Bilad-al-Soudan en arabe) au Maghreb et de là à la Méditerranée et à la mer Rouge.
On estime que Tahert serait, à partir du VIIIe siècle, la première cité du Nord à entreprendre les deux mois de traversée du désert, devenant un port saharien florissant.
Ce commerce est fondé sur la fourniture par le Sud d'or et d'esclaves. Le Nord vendait pour sa part des bijoux, du tissu, des dattes et du blé.
L'islamisation de l'Afrique subsaharienne accompagne progressivement le commerce, qui s'est donc faite dans cette zone essentiellement de façon pacifique,,,.
Toutefois, le poids de la taxe pour les non-musulmans dans les régions dominées par l'islam et l'interdiction par les textes coraniques de faire d'un autre musulmans un esclave reste un motif de conversion.
Le commerce entraîne la prospérité des commerçants et des transporteurs nomades mais aussi l'émergence de plusieurs États au Sud du Sahara : ce que l'historien François-Xavier Fauvelle appelle « les royaumes courtiers du Sahel occidental ». Le premier à émerger est l'empire du Ghana à l'extrémité de la route transsaharienne la plus occidentale. Dès le VIIIe siècle, les Arabes échangent l'or du Ghana contre du sel produit dans le Sahara central. Ce flux commercial est repris au siècle suivant par les Berbères Zénètes et Sanhadja. Des puits sont creusés le long des pistes. L'empire du Mali au XIIIe siècle et l'empire songhaï au XVe siècle lui succèdent. La priorité de ces États est naturellement la « défense des carrefours sahariens et le maintien du monopole des transactions entre l'Afrique du Nord et le Sahel ».
Ces fructueux trafics entraînent l'éclosion de cités/ports sur les deux rives du Sahara, comme Sijilmassa au nord, Aoudaghost ou encore Tadmekka au sud, ainsi que des oasis, comme celles du Kaouar. Au Moyen Âge et jusqu'à sa prise par les Marocains en 1591, Tombouctou est un pôle commercial majeur mais son rôle de carrefour en fait aussi une capitale religieuse et intellectuelle dont le rayonnement suit les pistes du désert. Ibn Battûta s'y arrête en 1352.

### Le poids de la traite négrière
L'essor du commerce transsaharien concomitant à l'arrivée de l'islam développe ce qu'on appellera la traite arabe car la religion interdit de réduire les musulmans en esclaves, et donc pas les Africains animistes qui vivent au sud du Sahara. Cette traite suit un axe sud-nord, mais aussi ouest-est ; depuis la région des Grands Lacs, du bassin du Congo et de la vallée du Zambèze jusqu'au Caire et à Bagdad, plus tard vers Zanzibar. Le royaume du Kanem-Bornou prospère grâce à ce trafic jusqu'au XVIIIe siècle. Du VIIe et XIXe siècles, entre 7 et 8 millions d'esclaves auraient ainsi été vendus.

### Le rôle central du dromadaire
Au Moyen Âge et jusqu'au XIXe siècle, le commerce transsaharien était caravanier et reposait sur l'utilisation du dromadaire. Ainsi, le commerce « transsaharien » est également « caravanier » et « chamelier ».
Domestiqué en Arabie aux environs de 2000 av. J.-C., introduit en Afrique depuis au moins le Ve siècle av. J.-C., le dromadaire n'a été utilisé à grande échelle pour le transport qu'à partir du Ier siècle. Cet usage ouvre pour le Sahara la « période du chameau ». Élevé dans les pâturages du Maghreb ou du Sahel, il était engraissé pendant des mois avant le voyage. Parfaitement adapté au milieu, il permet aux nomades pasteurs, en particulier les Berbères du Nord de l'Afrique, de se spécialiser dans le commerce. Les nomades des régions correspondant à la Mauritanie et au Sahara occidental actuels se spécialisent dans l'élevage de dromadaires pour les caravanes dans lesquelles ils peuvent servir de conducteurs ou de guides.
Le dromadaire confère aux marchands une autonomie et une mobilité importante. Il fournit viande, cuir, lait, poil ainsi que transport. Grâce à l'eau métabolique sécrétée par son organisme, le dromadaire est d'une sobriété surprenante et permet aux marchands de couvrir des espaces allant de 1500 à 2000 km dans le désert. 
Le commerce était géré par des communautés souvent familiales mais, pour les longs voyages, les marchands se groupaient en caravane parfois gigantesques (plusieurs milliers de dromadaires) pour se prémunir des accidents ou des attaques (rezzou) des pillards. Les familles devaient s'organiser en réseau d'information pour connaître les fluctuations de prix d'un bout à l'autre du Sahara. Une caravane faisait l'objet de plusieurs mois de préparation et devait prévoir des pertes, les dromadaires exténués par leurs énormes charges ne faisaient souvent qu'un voyage. Il fallait deux mois de marche pour franchir de 1 500 à 2 000 kilomètres.

## Déclin à l'Ouest et persistance à l'Est jusqu'au début duXXesiècle

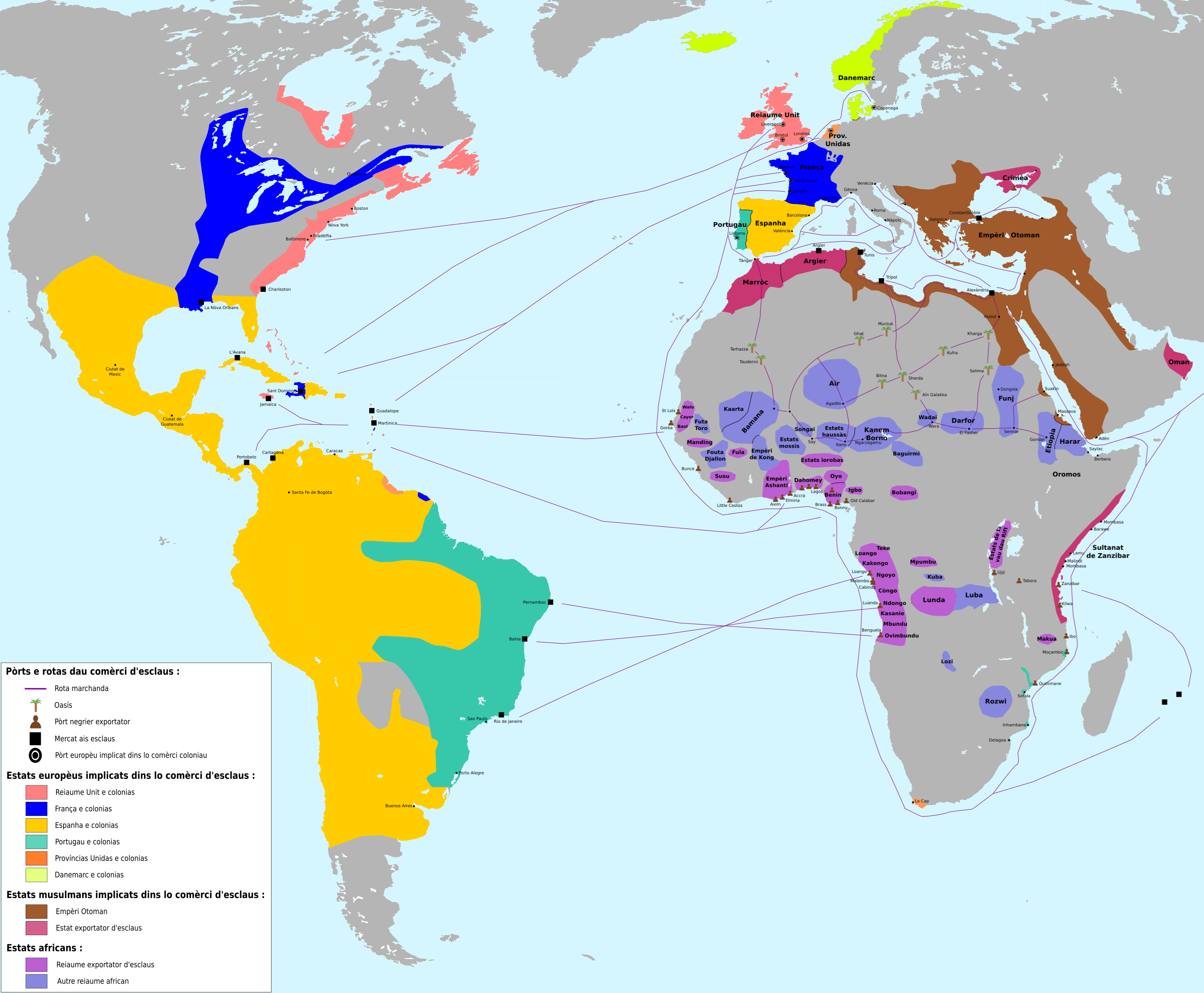
Les commerces atlantique et transsaharien au XVIIIe siècle.

Au XVIe siècle, face à la concurrence des navigateurs européens sur la côte atlantique puis à l'abolition de l'esclavage et de la traite, l'activité décline à l'Ouest entraînant un appauvrissement des caravansérails, oasis et cités caravanières auparavant « brillantes et prospères ». Le trafic caravanier s'oriente alors vers l'Est de la Méditerranée, la mer Rouge et l'océan Indien par Zanzibar, le commerce est encore actif au XIXe siècle et particulièrement florissant dans les années 1860 et 1870.
Dans la première moitié du XXe siècle, les colonisations européennes réorganisent les flux commerciaux à l'intérieur de leurs empires, tentent de contrôler les déplacements et les nomades, et créent des limites administratives séparant strictement les colonies et protectorats français des possessions d’Afrique noire. Le courant des échanges Nord-Sud est interrompu et le commerce transsaharien quasiment réduit à néant. Ainsi, les flux économiques Nord-Sud qui joignaient les pays sahéliens au Maghreb furent désormais orientés Ouest-Est, à partir des ports de la côte atlantique. Les échanges passant par la Libye semblent avoir été moins touchés dans la mesure où l'Italie n'a établi sa pleine domination que tardivement
.

## Mutations et continuités après les indépendances
Désormais, l’économie des pays maghrébins s’est liée à celle de l’Europe, rendant illusoire tout renouveau du commerce transsaharien, une évolution qu'aurait vraisemblablement connu la région même sans la colonisation compte tenu du pouvoir d'attraction de la façade nord de la Méditerranée.
Depuis les années 1960, un commerce transsaharien résiduel se poursuit, essentiellement par camion bien que le dromadaire soit encore utilisé. Comme autrefois, « le Sahara est aujourd’hui traversé par quelques grands axes nord-sud » qui mettent en « relation des villes parfois très éloignées, (…) siège des réseaux marchands ». Les marchandises sont alimentaires (dattes, bétail, arachides, etc.) ou manufacturées (appareils électroniques, tissus, cigarettes, etc.). Aujourd'hui encore, les commerçants sont pour la plupart d'origine arabe, qu'ils soient d'Algérie, de Libye, du Niger ou du Mali. Certaines familles et tribus spécialisées dans les caravanes au Moyen Âge poursuivent l'activité au début du XXIe siècle.
Si ce commerce n'est plus l'ombre de ce qu'il a été durant le Moyen Âge, il connaît une véritable renaissance mais à partir d’activités criminelles : contrebande de biens de consommation courante subventionnés, trafics de cigarettes ou de biens prohibés (armes, drogue), émigration illégale, etc., rendus possibles par la faillite des États sahéliens. Le Sahara est ainsi devenu une vaste zone incontrôlée qui a fait naître une véritable économie parallèle indispensable à la survie des populations locales.

### La «fraude Lahda» entre l'Algérie et le Mali, et sa postérité
Compte tenu de la fermeture quasi-totale des frontières en Algérie et en Libye alors que les produits de base y sont massivement subventionnés, le commerce dans cette région après les indépendances est avant tout de la contrebande et joue un rôle vital pour l'économie des pays sahéliens (notamment le nord du Mali) et a fait naître des fortunes considérables chez certains commerçant. Cette « fraude Lahda » (du nom de la marque de lait en poudre des usines publiques algériennes) connaît un fort ralentissement avec la fin des subventions publiques en Algérie au début des années 90, obligeant le trafic à se diversifier.
Dès la fin des années 70, les commerçants s'étaient tournés vers la contrebande de cigarettes occidentales vers l'Algérie. Un endroit emblématique de cet essor est la fondation d'In Khalil, poste d'échange, de transbordement et de services, devenu centre commercial incontournable dans la région frontalière entre l'Algérie et le Mali.
Cet essor de la contrebande de cigarettes, suivies du trafic de cannabis, a provoqué un afflux inouï d'argent et d'armes dans une région pauvre, et in fine l'éclatement de nombreux conflits.
En 1998, la Libye, le Mali, le Niger, le Soudan et le Tchad ont créé la communauté des États sahélo-sahariens dont l'un des principaux objectifs est la facilitation et l'accroissement du commerce transsaharien.